# Чемпіонат Німеччини з хокею 2002—2003
Чемпіонат Німеччини з хокею 2003 — 86-ий чемпіонат Німеччини з хокею, чемпіоном стали Крефельдські Пінгвіни. Чемпіонат тривав з 6 вересня 2002 року по 9 березня 2003 року. Матчі серії плей-оф проходили з 12 березня по 21 квітня 2003 року.

## Регулярний сезон
| М   | Команда                  | І  | В  | ВО | ПО | П  | Ш       | О   |
| --- | ------------------------ | -- | -- | -- | -- | -- | ------- | --- |
| 1.  | Айсберен Берлін          | 52 | 30 | 5  | 9  | 8  | 188:134 | 109 |
| 2.  | Кельнер Гайє             | 52 | 26 | 4  | 15 | 7  | 151:117 | 101 |
| 3.  | ДЕГ Метро Старс          | 52 | 24 | 10 | 4  | 14 | 151:122 | 96  |
| 4.  | Адлер Мангейм            | 52 | 25 | 8  | 3  | 16 | 152:129 | 94  |
| 5.  | Нюрнберг Айс Тайгерс     | 52 | 23 | 7  | 6  | 16 | 133:127 | 89  |
| 6.  | Крефельдські Пінгвіни    | 52 | 20 | 8  | 2  | 22 | 147:133 | 78  |
| 7.  | Кассель Хаскіс           | 52 | 19 | 7  | 7  | 19 | 118:127 | 78  |
| 8.  | Гамбург Фрізерс          | 52 | 17 | 10 | 6  | 19 | 154:152 | 77  |
| 9.  | Ізерлон Рустерс          | 52 | 17 | 8  | 8  | 19 | 142:132 | 75  |
| 10. | Ганновер Скорпіонс       | 52 | 18 | 5  | 5  | 24 | 142:150 | 69  |
| 11. | Аугсбург Пантерс         | 52 | 16 | 6  | 6  | 24 | 127:146 | 66  |
| 12. | Інгольштадт              | 52 | 16 | 5  | 7  | 24 | 122:135 | 65  |
| 13. | «Франкфурт Ліонс»        | 52 | 14 | 6  | 6  | 26 | 133:171 | 60  |
| 14. | «Швеннінгер Вайлд Вінгс» | 52 | 4  | 6  | 11 | 31 | 99:184  | 35  |

Скорочення: М = підсумкове місце, І = ігри, В = перемоги, ВО = перемога в овертаймі, ПО = поразки в овертаймі, П = поразки,  Ш = закинуті та пропущені шайби, О = набрані очки
Згідно з регламентом за перемогу - три очка, за перемогу в овертаймі - два очка, за поразку в овертаймі - одне очко.

## Серія за збереження місця у НХЛ
- «Франкфурт Ліонс» — «Швеннінгер Вайлд Вінгс» 3:6, 1:2, 6:4, 4:3, 4:7, 2:3

## Плей-оф

### Чвертьфінали
- ДЕГ Метро Старс — Крефельдські Пінгвіни 1:2, 5:6 Б, 1:0, 2:5, 1:4
- Кельнер Гайє — Кассель Хаскіс 1:3, 3:1, 2:1, 4:5, 4:1, 2:3, 5:1
- Адлер Мангейм — Нюрнберг Айс Тайгерс 5:4, 1:6, 5:1, 4:2, 3:0
- Айсберен Берлін — Гамбург Фрізерс 5:2, 5:6 Б, 3:2, 2:1, 4:0

### Півфінали
- Айсберен Берлін — Крефельдські Пінгвіни 4:1, 2:4, 0:1, 1:4
- Кельнер Гайє — Адлер Мангейм 3:2, 5:3, 4:3 ОТ

### Фінал
- Кельнер Гайє — Крефельдські Пінгвіни 2:5, 2:3, 3:2, 3:2 ОТ, 1:3

## Склад чемпіонів
Крефельдські Пінгвіни:
- Воротарі: Роджер Нордстрем, Роберт Мюллер
- Захисники: Пауль Дюк, Крістіан Ергофф, Даніель Кунц, Давід Мусіал, Дан Ламберт, Сергій Стась, Андреас Раубал, Дерріл Шеннон, Маріо Доуон
- Нападники: Томас Брандль, Штеффен Зіше, Гері Шучук, Бред Пурдьє, Патрік Аугуста, Гюнтер Освальд, Джонас Лейнір, Крістоф Бранднер, Штефан Барін, Білл Боулер, Адріан Грюгель, Сенді Моджер
- Тренери: Кріс Валентайн (до грудня 2002), Батч Горінг (з листопада 2002), Карел Ланг (тренер воротарів)